# Comunità montana dei Monti Aurunci

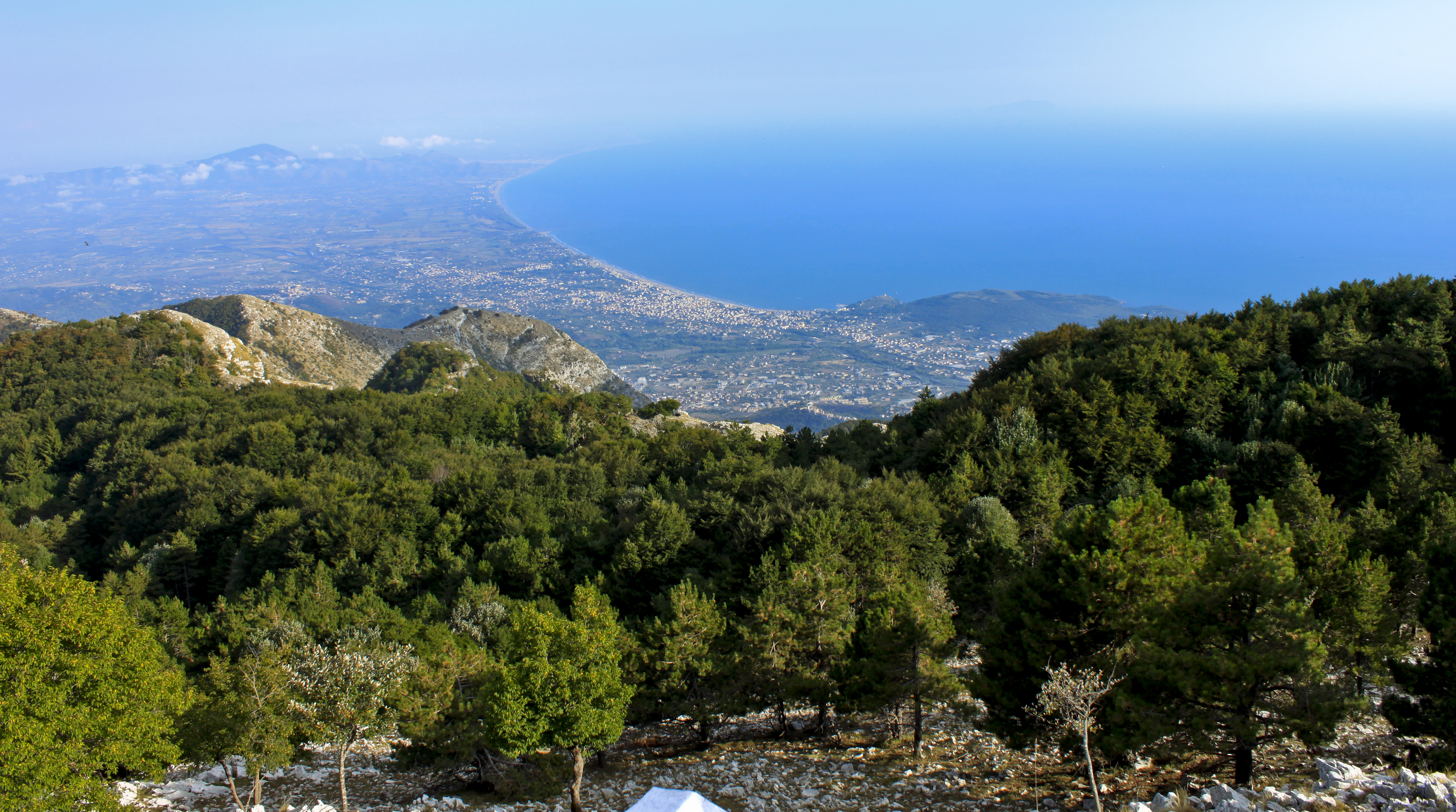
Panoramica sul parco naturale Monte d'Oro, Scauri - Parco Naturale dei Monti Aurunci

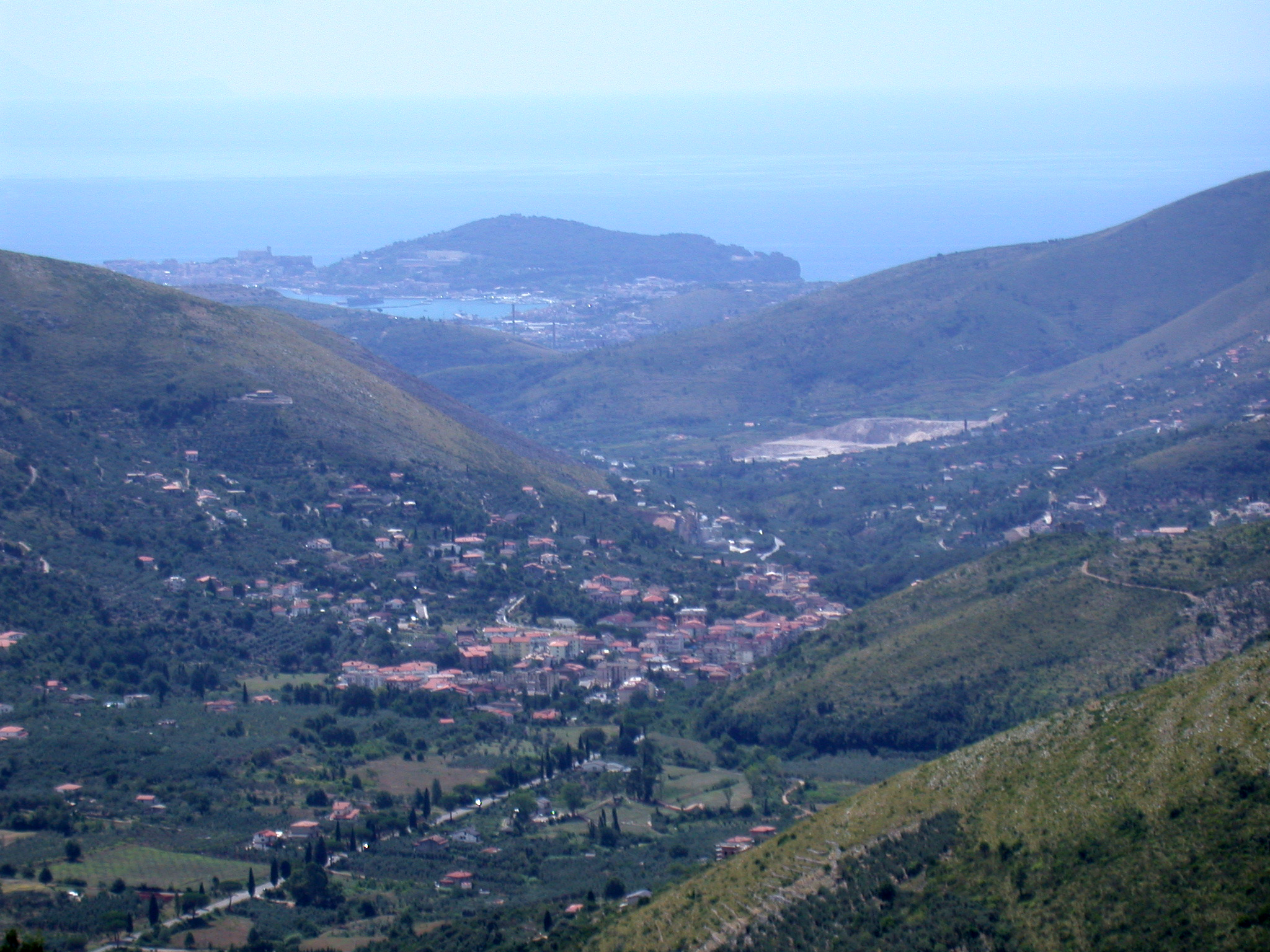
Itri e Gaeta viste dal santuario della Civita

La Comunità montana dei Monti Aurunci è una comunità montana in Provincia di Latina e rappresenta la XVII zona montana della Regione Lazio.
La Comunità è estesa per 27.185 ha di cui 23.345 classificati come montani secondo i parametri della Legge n.244 del 24 dicembre 2007 (legge finanziaria 2008). La superficie montana è caratterizzata da una forte ecclività.
Prima del 20 aprile 2001 facevano parte della XVII Comunità Montana dei Monti Aurunci anche i 6 comuni della provincia di Frosinone che ora sono riuniti nella XIX Comunità montana "L'Arco degli Aurunci". La sede prima dello scorporo era ubicata ad Esperia, oggi sede della XIX comunità.
Il territorio gestito dalla comunità presenta ampie escursioni altimetriche a causa della vicinanza della catena montuosa alla costa. La vetta dei monti Aurunci è il Monte Petrella (1533 m s.l.m.) sul cui versante orientale è posizionato il centro storico del capoluogo Spigno Saturnia. A ovest vi sono le catene parallele del Monte Sant'Angelo-Monte Altino-Redentore e degli Aurunci di Itri. Le località storiche di gran parte delle centri della comunità sorgono in posizione sovraelevata come conseguenza del forte incastellamento medievale del basso Lazio.

## Composizione
La XVII Comunità Montana dei Monti Aurunci consta di sette comuni:
- Castelforte
- Formia
- Gaeta
- Itri
- Minturno
- Santi Cosma e Damiano
- Spigno Saturnia